# Bebłek błotny
Bebłek błotny (Lythrum portula (L.) D.A.Webb) – gatunek rośliny jednorocznej z rodziny krwawnicowatych. Zasięg obejmuje niemal całą Europę, północno-zachodnią Afrykę, Azję Mniejszą i Kazachstan. Jako gatunek obcy rośnie w zachodniej części Ameryki Północnej oraz w Chile w Ameryce Południowej. W Polsce spotykany jest w całym kraju, przy czym na północy jest rzadki.

## Morfologia

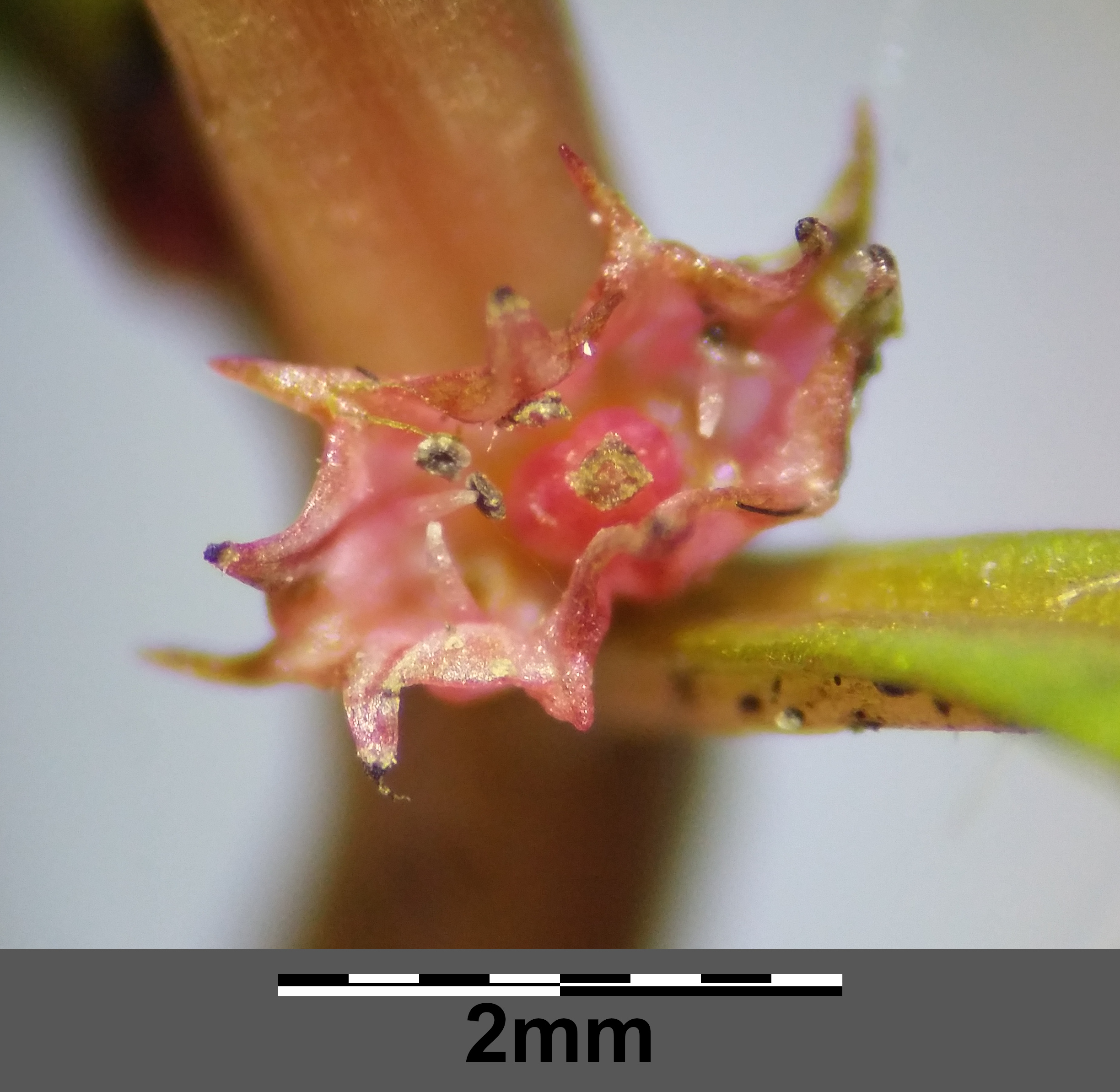
Kwiat

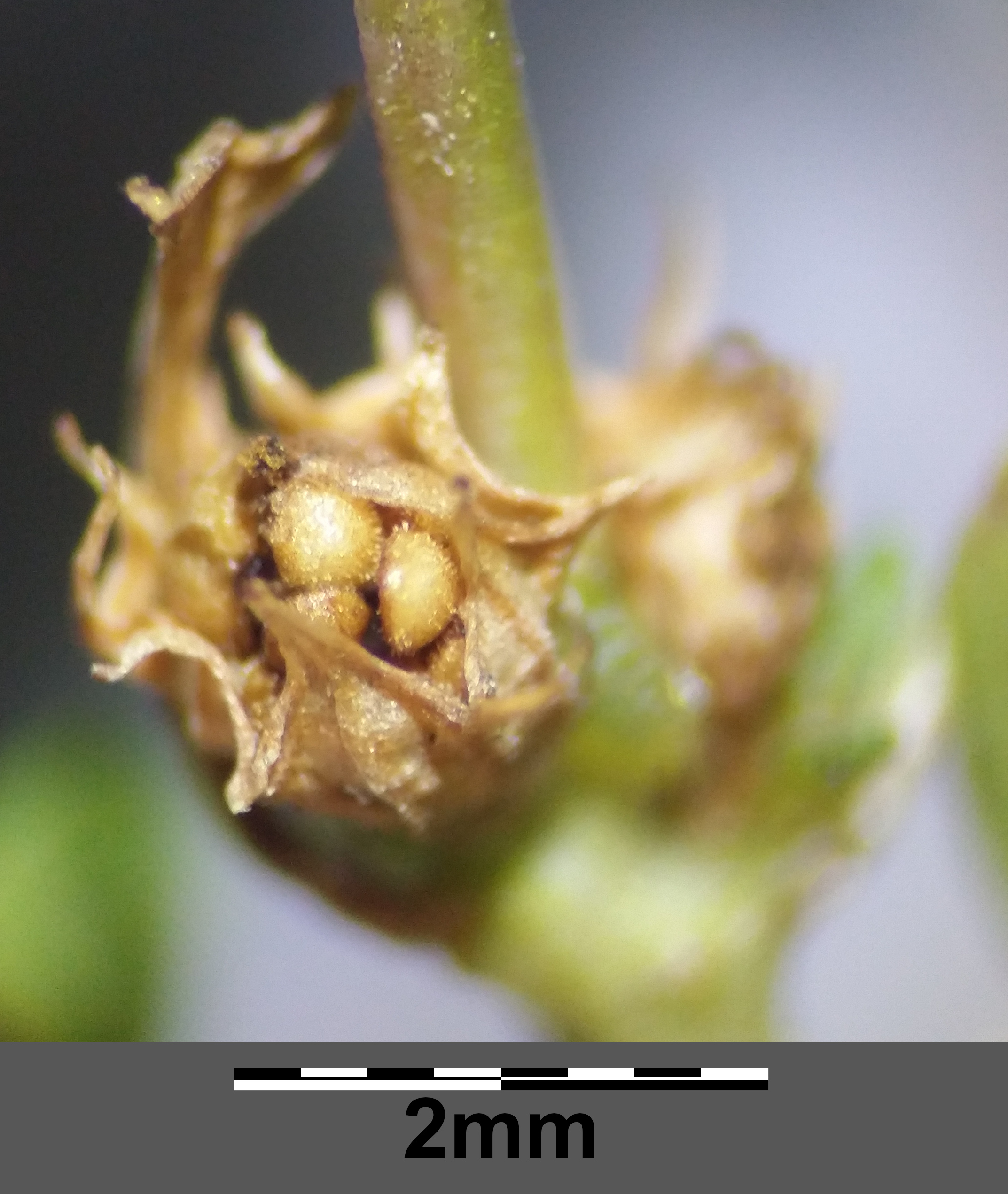
Owoc

ŁodygaNaga, płożąca, czerwonawa, o długości 25 cm.
LiścieNieco mięsiste, łyżeczkowate, ok. 1 cm długości, koloru zielonkawego do czerwonawego.
KwiatyPojedyncze, w kątach liści. Płatki korony są białe lub różowe o długości ok. 1 mm.
OwocKulistawa torebka zawierająca drobne nasiona.

## Biologia i ekologia
Rośnie w miejscach wilgotnych.